# Alessandria (tỉnh)
Tỉnh Alessandria (tiếng Ý:Provincia di Alessandria) là một tỉnh ở Ý. Tỉnh này có dân số khoảng 430.000 người. Tỉnh nằm ở vùng đông nam của vùng Piedmont. Tỉnh lỵ là thành phố Alessandria.
Với diện tích 3.560 km², đây là tỉnh lớn thứ 3 ở Piedmont sau Cuneo và Turin. Về phía bắc, tỉnh này giáp với tỉnh Vercelli, về phía tây giáp các tỉnh Turin và Asti. Tỉnh này có đường biên giới với Liguria (các tỉnh Savona và Genoa). Góc tây nam là tỉnh Piacenza thuộc Emilia Romagna, còn về phía đông là tỉnh Pavia.
Tỉnh được lập ngày 23 tháng 10 năm 1859.

## Đô thị
Có 190 đô thị ở trong tỉnh này . Các đô thị chính xếp theo dân số là:
| Đô thị              | Dân số |
| ------------------- | ------ |
| Alessandria         | 92.808 |
| Casale Monferrato   | 35.303 |
| Novi Ligure         | 28.354 |
| Tortona             | 26.661 |
| Valenza             | 20.457 |
| Acqui Terme         | 20.193 |
| Ovada               | 11.661 |
| Serravalle Scrivia  | 6.108  |
| Arquata Scrivia     | 5.869  |
| Castelnuovo Scrivia | 5.572  |